# 신왕초등학교
신왕초등학교는 대한민국 강원특별자치도 강릉시에 있는 공립 초등학교이다.

## 학교 연혁
- 1961.08.07 연곡국민학교 신왕분교장으로 설립인가
- 1962.03.07 연곡국민학교 신왕분교장 개교식
- 1964.12.21 신왕국민학교로 설립인가
- 1965.03.01 신왕국민학교 개교
- 1965.03.30 신왕국민학교 개교식
- 1981.03.01 신왕국민학교 병설유치원 설립
- 1988.11.28 현재 신축학교로 이전
- 1990.03.01 퇴곡분교장 편입
- 1996.03.01 신왕초등학교로 개명
- 1997.03.01 삼산분교장, 부연분교장 편입
- 1999.08.31 삼산분교장 폐교(연곡초에 통합)
- 2000.02.29  퇴곡분교장 폐교(연곡초에 통합)
- 2007.02.28 부연분교장 폐교
- 2010.03.02 2010학년도 입학식(남자 3명, 여자 1명 총 4명)
- 2011.02.09 제45회 졸업식 거행(남자 3명, 여자 4명, 총 7명)-총 졸업생수 1,046명
- 2011.03.02 2011학년도 입학식(남자 1명, 여자 2명, 총 3명)
- 2012.02.10 제46회 졸업식 거행(남자 2명, 여자 3명, 총 5명) 총 졸업생수 1,051명
- 2012.03.01 2012학년도 4학급 편성
- 2012.09.01 제17대 권오이 교장 부임
- 2013.02.08 제47회 졸업식 거행(남자 3명, 여자 2명, 총 5명) 총 졸업생수 1,056명
- 2013.03.01 2013학년도 5학급 편성
- 2013.03.04 2013학년도 입학식(남자 2명, 여자 2명, 총 4명)
- 2014.02.14 제48회 졸업식 거행(여자 2명) 총 졸업생수 1,058명
- 2014.03.01 제18대 오승기 교장 부임
- 2014.03.01 2014학년도 6학급 편성
- 2014.03.03 2014학년도 입학식(남자7명, 여자 1명, 총 8명)
- 2015.02.11 제49회 졸업식 거행(남자 4명) 총 졸업생수 1,062명
- 2015.03.02 2015학년도 입학식(남자4명, 여자 4명, 총 8명)

## 참고 자료
- 신왕초등학교 - 한국교육학술정보원 학교알리미